# Hidenobu Kiuchi
Hidenobu Kiuchi (木内 秀信, Kiuchi Hidenobu, né le 5 février 1969 à Kōbe, Préfecture de Hyōgo) est un seiyū japonais.

## Rôles

### TV Anime
1996
- Kenshin le vagabond (Shiro)

1999
- One Piece (Nero)

2001
- Ask Dr. Rin! (Eddy Tsukioka)
- Le Prince du tennis (Yūshi Oshitari ; Kimiyoshi Fukawa (père de Kawamura))

2003
- Whistle! (Shigeki Satō/Fujimura)
- Gunslinger Girl (Jose Croce)

2004
- Aishiteruze Baby (Eiichi Katakura)
- Monster (Docteur Kenzou Tenma)'

2005
- Peach Girl (Kazuya "Tōji" Tōjigamori)
- Cluster Edge (Hematite Ramsbeckite)

2006
- Nana (Ren Honjō)
- Saiunkoku Monogatari (Ran Ryuuren)
- Kemonozume (Toshihiko Momota)
- Death Note (Hirokazu Ukita)
- Katekyo Hitman Reborn! (Ryōhei Sasagawa ; Knuckle (Vongola Primo Sun Guardian))

2007
- Darker Than Black (Hei)
- Saiunkoku Monogatari Second Series (Ran Ryuuren)
- Majin Tantei Nōgami Neuro (Usui Naohiro)
- MapleStory (Barrow)

2008
- Chi's Sweet Home (Mr Yamada)
- Yu-Gi-Oh! 5D's (Blister/Saiga)
- Yakushiji Ryōko no Kaiki Jikenbo (Junichirō Izumida)
- Mōryō no Hako (Tatsumi Sekiguchi)

2009
- Rideback (Ryuunosuke Kataoka)
- Chi's Sweet Home: Chi's New Address (Mr Yamada)
- Fullmetal Alchemist: Brotherhood (Young King Bradley (ep 26))
- 07-Ghost (père (Bishop))
- Darker Than Black: Ryūsei no Gemini (Hei)
- Aoi Bungaku Series (Takada)

2011
- Gosick (Grevil de Blois)

2018
- Violet Evergarden (Dietfried Bougainvillea)

### OAV
- Darker than Black: Kuro no Keiyakusha: Gaiden (Hei)
- The Prince of Tennis: The National Tournament (Yūshi Oshitari)